# Iže
Iže (stsl. ïže) je naziv za slovo glagoljice i stare ćirilice. 
Njime se bilježio glas /i/. Slovo se u glagoljici i ćirilici koristilo i za zapis broja 10. Kod transliteracije na latinicu, bilježi se kao ï (i s dvjema točkama, Unicode kodna točka U+00EF). Razlog za dva slova (drugo je i) za isti glas /i/ je najvjerojatnije po uzoru na grčko pismo, koje je u vremenu nastanka glagoljice imalo također dva simbola za glas /i/ (eta Η i jota Ι).
Porijeklo simbola nije objašnjeno za zadovoljavajući način. Moguće je da se radi o slobodnoj kreaciji ili je izvedeno iz grčkog malog slova eta. Slovo je postojalo u dvjema varijantama, od kojih je jedna bila za inicijale.
U kasnijim hrvatskim tekstovima se ne koristi u riječima, samo kao broj i u inicijalima.
Standard Unicode i HTML ovako predstavljaju dvije varijante slova iže u glagoljici:
|                          | Unikod | Unikod                                 | HTML     | HTML | izgled ovisi o pregledniku | poveznice (engl.)                |
| k. točka                 | naziv  | kod                                    | entitet  |      | izgled ovisi o pregledniku | poveznice (engl.)                |
| ------------------------ | ------ | -------------------------------------- | -------- | ---- | -------------------------- | -------------------------------- |
| veliko slovo iže         | U+2C09 | GLAGOLITIC CAPITAL LETTER IZHE         | &#x2C09; | nema | Ⰹ                          | detaljni podaci test preglednika |
| malo slovo iže           | U+2C39 | GLAGOLITIC SMALL LETTER IZHE           | &#x2C39; | nema | ⰹ                          | detaljni podaci test preglednika |
| početno veliko slovo iže | U+2C0A | GLAGOLITIC CAPITAL LETTER INITIAL IZHE | &#x2C0A; | nema | Ⰺ                          | detaljni podaci test preglednika |
| početno malo slovo iže   | U+2C3A | GLAGOLITIC SMALL LETTER INITIAL IZHE   | &#x2C3A; | nema | ⰺ                          | detaljni podaci test preglednika |

## Poveznice
- hrvatski jezik
- glagoljica
- ćirilica
- grčko pismo

## Vanjske poveznice
- Definicija glagoljice u standardu Unicode (PDF) (eng.)
- Stranica R. M. Cleminsona, s koje se može instalirati font Dilyana koji sadrži glagoljicu po standardu Unicode (eng.)